# 堤治
堤 治（つつみ おさむ、1950年5月29日 - ）は、日本の医師。山王病院名誉病院長。元東宮職御用掛、中日友好病院名誉教授。次男は医師の蓮池林太郎。

## 来歴
埼玉県秩父市生まれ。1969年、埼玉県立熊谷高等学校卒業。1976年、東京大学医学部医学科卒業。
1999年、東京大学教授。2008年、山王病院院長、国際医療福祉大学教授。2021年、山王病院名誉病院長。

## 人物
生殖医療全般を広く行う国内の不妊治療における専門家であり、なかでも子宮内膜症や子宮筋腫に対する診察と内視鏡手術に多くの症例を持つ。平成13年（2001年）皇太子妃雅子の出産(不妊症治療専門医として内診外来など女性皇族の婦人科医療相談）診察の産婦人科主治医となった。

## 書籍

### 著書
- 妊娠の新しい教科書（2022年4月20日）
- 山王病院の院長が教える赤ちゃんが欲しいと思ったときに読む本（2014年5月29日）

### 共著
- とつきとおか赤ちゃんが生まれるまで（2019年8月24日）
- 妊娠できる体は食から30代殻の妊活食（2016年4月23日）